# Totalny kataklizm
Totalny kataklizm (ang. Disaster Movie) – amerykański film komediowy z 2008 roku w reżyserii i do scenariusza Jason Friedberga i Aarona Seltzera, będący parodią filmów katastroficznych.

## Fabuła
Fabuła skupia się na dramatycznych przygodach grupy młodych przyjaciół, którzy próbują znaleźć bezpieczne schronienie podczas koszmarnej nocy, kiedy to nawiedzają Ziemię najstraszliwsze klęski żywiołowe: deszcz asteroid, trąba powietrzna i trzęsienie ziemi. Aby przerwać totalną zagładę i uratować ludzkość, przyjaciele muszą rozwiązać serię tajemniczych zagadek.

## Obsada
- Matt Lanter –
  - Will,
  - Troy Bolton
- Vanessa Minnillo –
  - Amy,
  - Gabriella Montez
- G Thang –
  - Calvin,
  - Chad Danforth
- Kim Kardashian –
  - Lisa,
  - Taylor McKessie
- Crista Flanagan –
  - Juney,
  - Hannah Montana
- Carmen Electra – Piękna Zabójczyni
- Nicole Parker –
  - Zaczarowana Księżniczka,
  - Amy Winehouse,
  - Jessica Simpson
- Ike Barinholtz –
  - Wolf,
  - Javier Bardem,
  - Hellboy,
  - Batman,
  - Beowulf,
  - książę Kaspian,
  - policjant
- Tony Cox – Indiana Jones
- Tad Hilgenbrink – książę Edwin
- Nick Steele – model w bieliźnie
- Jason Boegh – Carrie Bradshaw
- Valerie Wildman – Samantha Jones
- John Di Domenico –
  - dr Phil,
  - Guru Shitka
- Abe Spigner – Flavor Flav
- Christopher Johnson – Michael Jackson
- Jared S. Eddo – Speed Racer
- Yoshio Iizuka – Kung Fu Panda
- Jonas Neal – Justin Timberlake
- Jacob Tolano Wood – dr Bruce Banner
  - Roland Kickinger – Hulk
- Walter Harris – John Hancock
- Gerrard Fachinni – Iron Man
- Johnny Rock – męski dubler Zaczarowanej Księżniczki
- Devin Crittenden – Paulie Bleeker
- Noah Harpster – Seth
- Austin Michael Scott – McLover

## Parodie
- High School Musical
- Juno
- Wanted
- Nie zadzieraj z fryzjerem
- Iron Man
- Seks w wielkim mieście
- Twister
- Hulk
- 10 000 BC: Prehistoryczna legenda
- Zaczarowana
- Hellboy
- Opowieści z Narnii: Książę Kaspian
- Mroczny Rycerz
- Kung Fu Panda
- Noc w muzeum
- Jumper
- Indiana Jones i Królestwo Kryształowej Czaszki
- Hancock
- Alvin i wiewiórki